# آنا باچه ویگ
آنا باچه ویگ (انگلیسی: Anna Bache-Wiig؛ زادهٔ ۱۹ سپتامبر ۱۹۷۵) بازیگر، رمان‌نویس، فیلم‌نامه‌نویس اهل نروژ است.
از فیلم‌ها یا برنامه‌های تلویزیونی که وی در آن نقش داشته‌است، می‌توان به همسایه، پسرها و فرشتگان سقوط‌کرده اشاره کرد.